# Heinrich von Angeli
Heinrich Anton von Angeli (Odemburgo, 8 de julho de 1840 – Viena, 21 de outubro de 1925) foi um pintor austríaco. Seus trabalhos incluem retratos de figuras históricas como Vitória do Reino Unido e suas filhas Vitória, Princesa Real, Helena do Reino Unido e Beatriz do Reino Unido, Guilherme I da Alemanha e seu filho Frederico III da Alemanha, Benjamin Disraeli, Horatio Herbert Kitchener, August Wilhelm von Hofmann e Ulysses S. Grant.[carece de fontes?]
Ele estudou na Academia de Belas-Artes de Viena, na Kunstakademie Düsseldorf e em Munique antes de voltar para Viena em 1862. A partir de 1870 ele viajou entre Berlim, Londres e Viena pintando retratos. Seu sucesso deu-se em parte por sua facilidade de retratar uniformes, pérolas e jóias.